# Jeunes démocrates européens
Pour les articles homonymes, voir JDE.
Les Jeunes Démocrates Européens ou JDE ((en) Young Democrats for Europe - YDE) est une organisation qui regroupe des mouvements jeunes et est le mouvement de jeunesse du Parti démocrate européen.

## Histoire
Annoncée lors du 50e anniversaire du Traité de Rome, le 9 mai 2007, les Jeunes Démocrates Européens ont été officiellement créés lors d'un Congrès inaugural le 22 septembre 2007 à Vilnius, Lituanie. Le 1er Congrès a eu lieu en 2008.
Le 2e congrès s'est déroulé à Bruxelles en juin 2011, en présence d'une représentante des Jeunes Démocrates d'Amérique (Young Democrats of America).
Lors de la campagne des élections européennes de 2014, ils ont soutenu la candidature de Guy Verhofstadt pour la présidence de la Commission européenne.
Le 3e congrès a eu lieu à Bilbao en septembre 2014, avec la présence d'Aitor Esteban, membre du Congrès des députés,.
Le 4e congrès a eu lieu à Paris en octobre 2016 avec la présence de Sophie Auconie, députée française.
Le 5e congrès a eu lieu en juin 2018 à Bruxelles.
Le 6e congrès a lieu en novembre 2020 en visio-conférence (à cause de l'épidémie de COVID-19 en cours). Outre le renouvellement du bureau, un nouveau parti-membre est accueilli, il s'agit du mouvement de jeunesse du parti roumain Pro Romania.

## Organisation
Indépendants, les Jeunes Démocrates Européens entretiennent néanmoins des liens privilégiés avec le Parti démocrate européen (PDE), dont ils sont la branche jeune, ainsi qu’avec le groupe au Parlement européen où les députés européens du PDE siègent, Renew Europe (auparavant l’Alliance des démocrates et des libéraux pour l'Europe).
L'association a aussi bien des organisations membres (actuellement 13 de 12 pays différents) que des membres individuels dans les pays où elle n'a pas d'organisation membre.

## Membres
Les membres des Jeunes Démocrates Européens sont :
 Allemagne
- Junge Freie Wähler (Électeurs libres) - depuis 2017.

 Chypre
- Συμμαχία Νέων (Alliance des citoyens) - depuis 2016[5].

 Croatie
- NS Reformisti Youth (précédemment Jeunes du Forum National) (Narodna stranka - Reformisti) - depuis 2014[3].

 Espagne
- Euzko Gaztedi Indarra (Parti nationaliste basque (EAJ-PNV)) - membre fondateur[6].
- Jóvenes Nacionalistas (Coalition canarienne) - depuis 2017.

 France
- Jeunes démocrates (Mouvement Démocrate) - membre fondateur[6].

 Grèce
- Jeunes de l'Union des centristes (Union des centristes) - depuis 2016.

 Italie
- Branche de jeunesse du PDE Italie (précédemment API Giovani, et encore précédemment Giovani della Margherita) (Alliance pour l'Italie) - membre fondateur[6].

 Lettonie
- LRA Jaunatnes nodaļa (membre observateur depuis 2017).

 Pologne
- Młodzi Liberałowie (précédemment Związek Młodzieży Demokratycznej) (Parti démocrate) - depuis 2011[7].

 Roumanie
- Mouvement de jeunesse de Pro Romania - 2020.

 Saint-Marin
- Generazione Futura (précédemment Alternativa Giovanile) (République du futur) - membre fondateur[6].

 Slovaquie
- Mladi Europania (Parti démocrate européen) - depuis 2011[7].

### Anciens membres
Chypre
- Neolaia Europaikou Kommatos - NEK (Parti européen, membre fondateur) - 2007-2016.

 France
- UDI Jeunes (Union des démocrates et indépendants (UDI)) - 2014-2016.

 Lituanie
- Jaunimo organizacija DARBAS (membre fondateur) - 2007-2014[6].

 Tchéquie
- Cesta Změny (Chemin du changement, membre fondateur) - 2007 à la dissolution du parti en 2012.

 Slovaquie
- Demokraticke Forum Mladeze (Parti populaire – Mouvement pour une Slovaquie démocratique) - 2011-2015[7].

## Bureaux successifs

### 2008 - 2011
- Président :  Andrea Casu[6] (Giovani della Margherita, Italie).
- Secrétaire générale :  Justina Vitkauskaitė. Elle a été par la suite députée européenne de novembre 2012 à juin 2014[8].
- Vice-présidente :  Ophélie Spanneut.
- Trésorier :  Xanthi Kapsosideri.

### 2011 - 2014
- Président :  Marco Cappa[9] (API Giovani, Italie).
- Vice-présidents :  Charles Coudoré et  Marios Kaminarides.
- Secrétaire général :  Miren Martiarena.

### 2014 - 2016
- Président :  Miroslava Demkova (Mladi Europania, Slovaquie).
- Vice-présidents :  Laura Venneri,  Ellada Ionnaou,  Pierre Bornand et  Jon Zabalo, puis  Begoña Garteizaurrekoa Azua.
- Secrétaire général :  Mathieu Camescasse.
- Trésorier :  Johannes Meiners puis  Bettina Schwarz.
- Porte-parole :  Pierre Bornand.

### 2016 - 2018
- Président :  Antoine Carrette (Jeunes Démocrates, France).
- Vice-présidents :  Mathieu Camescasse et  Kyriacos Christofides, puis  Begoña Garteizaurrekoa Azua.
- Secrétaire général :  Vincent Delhomme, puis  Asier Areitio.
- Trésorier :  Bettina Schwarz, puis  Peter Schüppenhauer.
- Porte-parole :  Begoña Garteizaurrekoa Azua, puis  Kyriacos Christofides.

### 2018 - 2020
- Président :  Begoña Garteizaurrekoa Azua[10] (Euzko Gaztedi Indarra, Pays basque).
- Vice-présidents :  Mathilde Karceles et  Asier Areitio.
- Secrétaire général :  Loris Mastromatteo puis   François Dogon.
- Trésorier :  Peter Schüppenhauer.
- Porte-parole :  Anita Velic.

### 2020 - 2022
- Président :  Asier Areitio (Euzko Gaztedi Indarra, Pays basque).
- Vice-présidents :  George Efstathiou et  Miroslav Stanici.
- Secrétaire général :  Ugo Rostaing.
- Trésorier :  Cristina Gennari.
- Porte-parole :  Sergio Soares.